# Habitatge al carrer Abat Vilafreser, 10 (Amer)
L'Habitatge al carrer Abat Vilafreser, 10 és una obra d'Amer (Selva) inclosa a l'Inventari del Patrimoni Arquitectònic de Catalunya.

## Descripció
Edifici entre mitgeres de quatre plantes amb terrassa i coberta de doble vessant a façana. Aquesta façana està arrebossada amb la pedra vista i les obertures són rectangulars i emmarcades de pedra calcàira, excepte una finestra del segon pis, en forma d'arc de mig punt.
La planta baixa consta d'un portal i d'una finestra de llindes monolítiques. El primer pis conté una finestra amb l'ampit motllurat i un balcó amb barana de ferro. El tercer pis conté dues finestres, una d'elles d'arc de mig punt i l'altra amb l'ampit motllurat. El ràfec de la cornisa està format per tres fileres, dues de rajola i una de teula. A sobre, comença el tercer pis i la terrassa.

## Història
A la llinda de la porta principal hi ha la data de 1787, una creu i el nom de Josep Vila, a més d'altres lletres de difícil lectura.
Aquesta casa sembla tenir una relació històrica amb la veïna del número 8, ja que existeix una continuïtat en la cornisa. Aquesta casa veïna té una llinda amb la data de 1689 (veure la fitxa de Can Tirai, Amer).
Sembla que entre finals dels anys 80 i els anys 90 del segle xx va sostreure's l'arrebossat original que només mostrava la pedra dels marcs de les obertures.
Actualment aquesta casa ocupa la galeria i fons d'art ART PEDREGUET.